# グラビティーゾイド
グラビティーゾイドは、タカラトミー（旧トミー）より発売されている『ゾイド』シリーズに登場する架空の兵器。フライホイール駆動キットを指す。

## 概要
グラビティーゾイドとは、グラビティーホイールを内蔵したゾイドの総称である。ゾイドシリーズでの初登場はアニメ『ゾイドフューザーズ』となる。アニメ『ゾイドジェネシス』に登場したランスタッグも設定上はグラビティーホイール搭載機だが、劇中でその機能を発動させたことはない。

### グラビティーホイール
グラビティーゾイドの胴体に内蔵された、重力子を収集・エネルギー化し、力場をコントロールするシステムをグラビティーホイールと呼称する。このは重力子を収集することでエネルギーを取り出すもので、機体重量を軽減することが可能となる。また、グラビティーホイールで加速したエネルギーをゾイドコアへ供給し、ゾイドの性能を向上させることも可能としている。

### 商品仕様
キットでは、動力であるフライホイールの部分が、グラビティーホイールとして設定されている。
トミーの氏田治久はインタビューに際し、開発は第一期シリーズ(1984～)のスタッフも参加していた海外向け商品開発チームによって行われたと語っている。
| グラビティーゾイド商品一覧  | グラビティーゾイド商品一覧 | グラビティーゾイド商品一覧 |
| 商品名                      | 発売日                     | 備考 |
| --------------------------- | -------------------------- | --- |
| FZ-019 グラビティーウルフ   | 2004年12月下旬             | 通常形態からバイク形態への変形が可能で、ホイールによる走行ギミックは後者で行う。グラビティーミサイル発射ギミックを搭載。 アメリカのハズブロ社が「#107 Gravity Wolf」の商品名で発売した海外版では、商品パッケージとシール両方にガイロス帝国の国章、シールにEZ-107の番号があしらわれている。                                                                     |
| FZ-020 グラビティーサイクス | 2004年12月下旬             | グラビティーソードの刀身を発射するギミックを搭載。 アメリカのハズブロ社より「#106 Gravity Saix」の商品名で発売。海外版では、商品パッケージとシール両方にガイロス帝国の国章、シールにEZ-106の番号があしらわれている。 |
| FZ-021 グラビティーザウラー | 2004年12月下旬             | パンツァーファウスト発射ギミックを搭載。ホイールで行うのは歩行のみ、連動ギミックは無し。 アメリカのハズブロ社が「#105 Gravity Saurer」の商品名で発売した海外版では、商品パッケージとシール両方にガイロス帝国の国章、シールにEZ-105の番号があしらわれている。                                                                                                   |
| GZ-012 ランスタッグ         | 2005年5月                  | キットでは、ホーンとランスは軟質素材（ポリプロピレン）で成型されている。2005年10月に発売された「ゾイドパワーアップパーツセットB」を使う事でランスタッグブレイクの再現も可能。 |
| ランスタッグブレイク        | 2006年1月                  | 限定発売。また、成型色と部分塗装をよりアニメ劇中のイメージに近付けたランスタッグおよびトゥインクルブレイカー、レ・ミィの彩色済みフィギュア、音楽CDを同梱したキット。このCD「ありのままでlovin'U Re-Mie Full Roasted Edition」は、レ・ミィ役の声優こやまきみこが『ゾイドジェネシス』エンディングテーマ「ありのままでlovin'U」の全歌詞を単独で歌ったものである。 |
| ランスタッグ量産型          | 2006年4月                  | キットは、2006年04月開催のイベント『タカラトミーボーイズホビーフェスティバル』会場、電撃ホビーマガジン誌2006年07月号誌上通販、および電撃屋ホビー館ネット通販にて限定販売された。カラーリング以外の形状は、シールも含め通常のランスタッグのキットと同一。 |
| Gravity Ptera               | -                          | ミサイル発射ギミックを搭載しており、ランチャーは背中と胸のどちらか好きな方に取り付けられる。ホイールの動きに連動して、口の開閉と羽ばたきを行う。走行用の腹ばい形態と歩行しない直立形態に変形。 |

## グラビティーウルフ
| グラビティーウルフ GRAVITY WOLF | グラビティーウルフ GRAVITY WOLF                                           |
| ------------------------------- | ------------------------------------------------------------------------- |
| 番号                            | EZ-107 FZ-019（フューザーズ）                                             |
| 所属                            | ガイロス帝国 帝国軍 サクイの民（フューザーズ）                            |
| 分類                            | オオカミ型                                                                |
| 全長                            | 15.1m                                                                     |
| 全高                            | 7.2m                                                                      |
| 重量                            | 89.0t                                                                     |
| 最高速度                        | 400.0km/h                                                                 |
| 乗員人数                        | 1名                                                                       |
| 武装 装備                       | バイトファング グラビティーミサイル バイオホイール×2 グラビティーホイール |
| 主な搭乗者                      | バラフ（フューザーズ）                                                    |

オオカミ型グラビティーゾイド。胴体の前後に格納されたタイヤ「バイオホイール」を展開し、バイク型の高速移動形態に変形、グラビティーホイールから生み出されるパワーで常識外のスピードを叩き出す。バイオホイールから突出するスパイクを用いた攻撃を得意とする。
武装・装備
バイトファング
グラビティーウルフの牙部。
グラビティーミサイル
背中に搭載。
バイオホイール
タイヤ。普段は胴体にある程度格納されており、必要に応じて展開することでバイク形態に変形する。
グラビティーホイール
胴体に搭載。
シザーウルフ
FZ-019グラビティーウルフに掲載されたユニゾンバリエーション。グラビティーウルフの各部にあるハードポイントにシザーストームのパーツが装着される。

### 劇中での活躍
アニメ『ゾイドフューザーズ』第19話以降に登場。パイロットはサクイの国出身の戦士三人組のリーダー格、バラフ。
リヒタースケールに雇われ、グラビティーサイクス、グラビティーザウラーと共に、RDのライガーゼロファルコンやブレードの凱龍輝と対決するも敗走。
後にはアルファ・リヒターの野望を阻止すべく、RDらブルーシティのZiファイターと共闘関係を結び、セイスモサウルスとの最終決戦に参加。

## グラビティーサイクス
| グラビティーサイクス GRAVITY SAIX | グラビティーサイクス GRAVITY SAIX                                            |
| --------------------------------- | ---------------------------------------------------------------------------- |
| 番号                              | EZ-106 FZ-020（フューザーズ）                                                |
| 所属                              | ガイロス帝国 帝国軍 サクイの民（フューザーズ）                               |
| 分類                              | チーター型                                                                   |
| 全長                              | 16.4m                                                                        |
| 全高                              | 7.7m                                                                         |
| 重量                              | 72.0t                                                                        |
| 最高速度                          | 310.0km/h                                                                    |
| 乗員人数                          | 1名                                                                          |
| 武装 装備                         | スクラッチクロー×4 グラビティーソード 2連装ショットガン グラビティーホイール |
| 主な搭乗者                        | ツルギ（フューザーズ）                                                       |

チーター型グラビティーゾイド。グラビティーホイールで作られたパワーを高速移動にあて、地上ゾイド最高峰の速度を発揮する。背部に搭載した大剣「グラビティーソード」は口に銜えることも可能。
武装・装備
スクラッチクロー
四肢の爪。
グラビティーソード
グラビティーサイクスの背部に装備する。
2連装ショットガン
グラビティーサイクスの腹部に装備する。
グラビティーホイール
レーザーサイクス
FZ-020グラビティーサイクスのパッケージに掲載されたユニゾンバリエーション。レーザーストームとの合体例。

### 劇中での活躍
アニメ『ゾイドフューザーズ』第19話以降に登場。パイロットはサクイの国出身の戦士三人組の一人、ツルギ。
リヒタースケールに雇われ、グラビティーウルフ、グラビティーザウラーと共に、RDのライガーゼロファルコンやブレードの凱龍輝と対決するも敗走。
バラフ、ファンと共にアルファ・リヒターの野望を阻止すべく、RDたちブルーシティのZiファイター連合と共闘関係を結び、セイスモサウルスとの最終決戦に挑む。

## グラビティーザウラー
| グラビティーザウラー GRAVITY SAURER | グラビティーザウラー GRAVITY SAURER                                                                                              |
| ----------------------------------- | --- |
| 番号                                | EZ-107 FZ-021（フューザーズ） |
| 所属                                | ガイロス帝国 帝国軍 サクイの民（フューザーズ）                                                                                   |
| 分類                                | スコミムス型 |
| 全長                                | 16.4m |
| 全高                                | 7.9m |
| 重量                                | 75.0t |
| 最高速度                            | 260.0km/h |
| 乗員人数                            | 1名 |
| 武装 装備                           | グラビティーハーケン×2 パンツァーファウスト×2 パルスレーザーガン×2 電磁キャノン砲×2 2連装ショックキャノン×2 グラビティーホイール |
| 主な搭乗者                          | ファン（フューザーズ） |

スコミムス型グラビティーゾイド。グラビティーホイールで生み出されるエネルギーは多数装備している火器に回され、主砲のパンツァーファウストを含む斉射は2クラス上のゾイドにも比肩する攻撃力を発揮する。
武装・装備
グラビティーハーケン
両手の爪。
パンツァーファウスト
背部前面に装備。
パルスレーザーガン
背部前面に装備。
電磁キャノン砲
背部前面に装備。
2連装ショックキャノン
胸に装備。
グラビティーホイール
スティルザウラー
FZ-021 グラビティーザウラーのパッケージに掲載されたユニゾンバリエーション。スティルアーマーとの合体。

### 劇中での活躍
アニメ『ゾイドフューザーズ』第19話以降に登場。パイロットはサクイの国出身の戦士三人組の紅一点であるファン。
リヒタースケールに雇われ、グラビティーウルフ、グラビティーサイクスと共に、RDのライガーゼロファルコンやブレードの凱龍輝と対決するも敗走。
最後はバラフ、ツルギと共にアルファ・リヒターの野望を阻止すべく、RDたちと協力して、セイスモサウルスに立ち向かった。

## ランスタッグ
| ランスタッグ LANSTAG | ランスタッグ LANSTAG |
| -------------------- | --- |
| 番号                 | GZ-012（ジェネシス） |
| 所属                 | キダ藩／ディガルド討伐軍（ジェネシス） |
| 分類                 | ヘラジカ型 |
| 全長                 | 19.0m |
| 全高                 | 12.9m |
| 重量                 | 78.0t |
| 最高速度             | 290.0km/h |
| 乗員人数             | 1名 |
| 武装 装備            | ブレイカーホーン×2 スラスターランス（Metal-Zi製） ローリングスパイクシールド スマートガード×2 4連装小型ショックキャノン グラビティーホイール |
| 主な搭乗者           | レ・ミィ（ジェネシス） |

アニメ『ゾイドジェネシス』に登場するヘラジカ型ゾイド。頭部の角「ブレイカーホーン」は接近戦において敵機を捕獲し、電撃攻撃が可能。右前脚肩部には、メタルZi製の槍「スラスターランス」を搭載。このメタルZi製のスラスターランスはキダ藩王家の橙の機体にのみ装備される。また、ブレイカーホーンによって空気中の電気を吸収し、それをスラスターランスから照射することも可能。また、盾類も装備されており、こと接近戦においては攻防のバランスが取れた機体である。後に格闘武器「トゥインクルブレイカー」を装備しランスタッグブレイクへと強化された。
武装・装備
ブレイカーホーン
ランスタッグの角部。動かして敵を挟み込み、高圧電流を流し込むことが可能。
スラスターランス
右肩から前方へ伸びた、リーオ（メタルZi）製のランス。向きを変えたり、発射したり、ブレイカーホーンから取り込んだ電気を先端から放出したりできる。
ローリングスパイクシールド
左肩に備わる、棘付きの肩当。回転させることが可能。
スマートガード
後脚を保護する装甲。
4連装小型ショックキャノン
胸の下に装備。
グラビティーホイール
胴体に内蔵。

### 劇中での活躍
アニメ『ゾイドジェネシス』第1話からレ・ミィ機が登場、ディガルド討伐軍組織後も常に前線で活躍する。第22話ではこの機体がレ・ミィの父レ・インの生前使用していたものであることが明かされている。第27話にて、ランスタッグブレイクへと強化された。
第20話以降はランスタッグ量産型も登場。第36話では元キダ藩家老ダ・ジンが量産型に搭乗し、主人公ルージ・ファミロンのムラサメライガーと決闘を行った。
ディガルド武国からディガルド討伐軍へ移ったソウタには第43話以降、専用の機体が与えられた。カラーリングは、ミィ機が白地に金色と橙色のアクセントとなっているのに対し、ソウタ機では白地に銀色とオリーブドラブのアクセントとなっている。また、ランスに替わり、かつての愛機だったバイオケントロの残骸から回収したビーストスレイヤーを装備している。
最終話においてミィ機、ソウタ機ともバイオティラノに破壊されてしまう。
余談だが、劇中でランスタッグのグラビティーホイールが発動されたことは無い。ただし、グラビティーホイールによって回転するローリングスパイクシールドの爪で、バイオラプターの頭を押さえつけ、攻撃を封じるといったシーンは見られた。

### バリエーション(ランスタッグ)

#### ランスタッグ ブレイク
| ランスタッグブレイク LANSTAG BREAK | ランスタッグブレイク LANSTAG BREAK |
| ---------------------------------- | --- |
| 番号                               | なし |
| 所属                               | キダ藩／ディガルド討伐軍（ジェネシス） |
| 分類                               | ヘラジカ型 |
| 全長                               | 19.0m |
| 全高                               | 12.9m |
| 重量                               | 81.0t |
| 最高速度                           | 280.0km/h |
| 乗員人数                           | 1名 |
| 武装 装備                          | ブレイカーホーン×2 スラスターランス（Metal-Zi製） ローリングスパイクシールド スマートガード×2 4連装小型ショックキャノン グラビティーホイール トゥインクルブレイカー（Metal-Zi製） |
| 主な搭乗者                         | レ・ミィ（ジェネシス） |

レ・ミィ専用ランスタッグのブレイカーホーン前部を、さらに大型のメタルZi製の格闘武器「トゥインクルブレイカー」に換装した仕様。格闘能力がより増強されている。

#### ランスタッグ ソウタ仕様
| ランスタッグソウタ仕様 LANSTAG SOUTA VERSION | ランスタッグソウタ仕様 LANSTAG SOUTA VERSION                                                                                     |
| -------------------------------------------- | --- |
| 番号                                         | なし |
| 所属                                         | キダ藩／ディガルド討伐軍（ジェネシス）                                                                                           |
| 分類                                         | ヘラジカ型 |
| 全長                                         | |
| 全高                                         | |
| 重量                                         | |
| 最高速度                                     | |
| 乗員人数                                     | 1名 |
| 武装 装備                                    | ブレイカーホーン×2 ビーストスレイヤー ローリングスパイクシールド スマートガード×2 4連装小型ショックキャノン グラビティーホイール |
| 主な搭乗者                                   | ソウタ（ジェネシス） |

元ディガルド軍中尉で、バイオ四天王の一体であるバイオケントロの操縦者だった少年ソウタが、討伐軍に入って改心して以降、新戦力として乗り込んだランスタッグ。ケントロから回収されたビーストスレイヤーを右側に装備する。
最終話でバイオティラノのバイオ粒子砲（神の雷）を狙い、自爆させようとしたものの、捕まって返り討ちに遭い、行動不能となった。

#### ランスタッグ量産型
| ランスタッグ量産型 LANSTAG | ランスタッグ量産型 LANSTAG                                                                                               |
| -------------------------- | --- |
| 番号                       | なし |
| 所属                       | キダ藩／ディガルド討伐軍（ジェネシス）                                                                                   |
| 分類                       | ヘラジカ型 |
| 全長                       | 19.0m |
| 全高                       | 12.9m |
| 重量                       | 74.0t |
| 最高速度                   | 250.0km/h |
| 乗員人数                   | 1名 |
| 武装 装備                  | プレスホーン×2 ラッシュランス ローリングスパイクシールド スマートガード×2 4連装小型ショックキャノン グラビティーホイール |
| 主な搭乗者                 | ダ・ジン（ジェネシス）                                                                                                   |

アニメ『ゾイドジェネシス』に登場。キダ藩領で数多く発掘された機体で、同藩における王家の騎士団において運用される。

## Gravity Ptera
| Gravity Ptera | Gravity Ptera              |
| ------------- | -------------------------- |
| 番号          | EZ-108                     |
| 所属          | ガイロス帝国               |
| 分類          | Pterodactyl type（翼竜型） |
| 全長          | 17.3m                      |
| 全高          | 5.2m                       |
| 重量          | 51t                        |
| 最高速度      | M1                         |
| 乗員人数      | 1名                        |
| 武装 装備     | 詳細不明（設定なし）       |

アメリカの玩具メーカーのハズブロ社が「#108 Gravity Ptera」の商品名で発売した青い翼竜型グラビティーゾイド。胸部左右に1基ずつ、合計2基のミサイルランチャーを装備している。日本未発売の海外版であり、ゾイド公式ファンブックやアニメには未登場だが、商品パッケージとシール両方にガイロス帝国の国章、そしてシールにEZ-108の番号があしらわれている。
キットは、姿勢変更によって飛行および降着状態を再現可能。フライホイールを動力とし、飛行姿勢では胸部の転輪によって前進するほか、主翼の羽ばたきおよび下顎の開閉の連動ギミックを有する。手動ギミックは、頭部コックピットハッチの開閉、外翼部の後退角変更、ミサイルランチャーの俯仰、スプリングを使用したミサイルランチャーの弾体発射。